# Sukaharja (Telukjambe Timur)
Sukaharja is een bestuurslaag in het regentschap Karawang van de provincie West-Java, Indonesië. Sukaharja telt 15.384 inwoners (volkstelling 2010).